# Bausch & Lomb Championships 2005
Bausch & Lomb Championships 2005 — тенісний турнір, що проходив на відкритих кортах з ґрунтовим покриттям Amelia Island Plantation на острові Амелія (Флорида, США). Це був 26-й за ліком Amelia Island Championships. Належав до 2-ї категорії в рамках Туру WTA 2005. Тривав з 4 до 10 квітня 2005 року.

## Очки і призові

### Нарахування очок
| Дисципліна       | П   | Ф   | ПФ | ЧФ | 1/8 | 1/16 | 1/32 | Q     | Q2  | Q1  |
| Одиночний розряд | 195 | 137 | 88 | 49 | 25  | 14   | 1    | 6.75  | 4   | 1   |
| Парний розряд    | 195 | 137 | 88 | 49 | 1   | Н/Д  | Н/Д  | 11.75 | Н/Д | Н/Д |

### Призові гроші
| Дисципліна       | П       | Ф       | ПФ      | ЧФ      | 1/8    | 1/16   | 1/32   | Q2   | Q1   |
| Одиночний розряд | $93,000 | $47,500 | $24,300 | $12,450 | $6,380 | $3,270 | $1,675 | $860 | $440 |
| Парний розряд *  | $29,000 | $14,920 | $7,650  | $3,930  | $2,010 | Н/Д    | Н/Д    | Н/Д  | Н/Д  |

* на пару

## Учасниці основної сітки в одиночному розряді

### Сіяні учасниці
| Країна               | Гравчиня            | Рейтинг1 | Сіяна |
| -------------------- | ------------------- | -------- | ----- |
| США                  | Ліндсі Девенпорт    | 1        | 1     |
| США                  | Серена Вільямс      | 4        | 2     |
| Росія                | Анастасія Мискіна   | 6        | 3     |
| Австралія            | Алісія Молік        | 8        | 4     |
| США                  | Вінус Вільямс       | 9        | 5     |
| Росія                | Віра Звонарьова     | 11       | 6     |
| Росія                | Надія Петрова       | 12       | 7     |
| Швейцарія            | Патті Шнідер        | 13       | 8     |
| Росія                | Олена Лиховцева     | 17       | 9     |
| Хорватія             | Кароліна Шпрем      | 18       | 10    |
| Сербія та Чорногорія | Єлена Янкович       | 20       | 11    |
| Італія               | Сільвія Фаріна-Елія | 22       | 12    |
| Японія               | Ай Суґіяма          | 24       | 13    |
| Франція              | Марі П'єрс          | 25       | 14    |
| Японія               | Асагое Сінобу       | 26       | 15    |
| США                  | Емі Фрейзер         | 27       | 16    |

1 Рейтинг подано станом на 21 березня 2005.

### Інші учасниці
Нижче наведено учасниць, які отримали вайлдкард на участь в основній сітці:
- Дая Беданова
- Елені Даніліду
- Шахар Пеєр
- Ніколь Пратт

Нижче наведено гравчинь, які пробились в основну сітку через стадію кваліфікації:
- Катерина Бондаренко
- Крістіна Бранді
- Каталіна Кастаньйо
- Марта Домаховська
- Марісса Ірвін
- Морігамі Акіко
- Ципора Обзилер
- Квета Пешке

### Знялись
- Емілі Луа (тендініт лівого зап'ястка)
- Меган Шонессі (травма попереку)
- Серена Вільямс (розтягнення лівої щиколотки)

## Учасниці основної сітки в парному розряді

### Сіяні пари
| Країна    | Гравчиня         | Країна    | Гравчиня                | Рейтинг1 | Сіяна |
| --------- | ---------------- | --------- | ----------------------- | -------- | ----- |
| Росія     | Надія Петрова    | США       | Меган Шонессі           | знялись  | 1     |
| США       | Ліза Реймонд     | Австралія | Ренне Стаббс            | 17       | 2     |
| Росія     | Олена Лиховцева  | Японія    | Ай Суґіяма              | 18       | 3     |
| Іспанія   | Кончіта Мартінес | Іспанія   | Вірхінія Руано Паскуаль | 19       | 4     |
| Австралія | Алісія Молік     | США       | Мартіна Навратілова     | 21       | 5     |

1 Рейтинг подано станом на 21 березня 2005.

### Інші учасниці
Нижче наведено пари, які отримали вайлдкард на участь в основній сітці:
- Елені Даніліду /  Карлі Галліксон
- Коріна Мораріу /  Марі П'єрс

Нижче наведено пари, що пробились в основну сітку через стадію кваліфікації:
- Лурдес Домінгес Ліно /  Євгенія Лінецька

Пари, що потрапили в основну сітку як щасливі лузери:
- Джилл Крейбас /  Дженніфер Расселл
- Джанет Лі /  Пен Шуай

### Відмовились від участі
Перед початком турніру
- Емілі Луа (left wrist tendinitis) → її замінила Craybas/Russell
- Меган Шонессі (lower травма спини) → її замінила Lee/Peng

## Фінальна частина

### Одиночний розряд
- Ліндсі Девенпорт —  Сільвія Фаріна-Елія, 7–5, 7–5[1]

Для Девенпорт це був 2-й титул в одиночному розряді за сезон і 47-й - за кар'єру.

### Парний розряд
- Бріанн Стюарт /  Саманта Стосур —  Квета Пешке /  Патті Шнідер, 6–4, 6–2

І для Стюарт, і для Стосур це був 2-й титул в парному розряді за кар'єру.